# Akashi Daisuke
Daisuke Akashi (sinh ngày 20 tháng 4 năm 1982) là một cầu thủ bóng đá người Nhật Bản.

## Sự nghiệp câu lạc bộ
Daisuke Akashi đã từng chơi cho Sagan Tosu.